# Kramfors
Kramfors er en by som ligger i Västernorrlands län i Ångermanland i Sverige. Kramfors er administrationscenter for Kramfors kommun. I 2010 havde byen 5.990 indbyggere. Byen er venskabsby med den danske by, Varde.
Kramfors fik bystatus i 1947 og ligger ved Ångermanälven. Byen er opkaldt efter Christoffer Kramm som i 1742 byggede et vandmølledrevet savværk i Sqvällsån (Kramforsån). Træindustri har historisk set spillet en vigtig rolle for kommunen.